# Bulbophyllum chaunobulbon
Bulbophyllum chaunobulbon là một loài phong lan thuộc chi Bulbophyllum.